# 버즘나무
버즘나무(Platanus orientalis)는 서아시아에서 지중해 지방에 이르는 지역이 원산지인 나무이다. 나무껍질은 큰 조각으로 떨어지고, 암회색·회백색으로 얼룩져서 매끄러운 껍질 표면에 버즘모양을 만든다. 잎은 어긋나며 잎자루가 길고 잎몸은 넓은 난상 원형으로 끝이 뾰족하고 폭 10-20cm이다. 또한 전체적으로 손모양으로 5-7갈래로 나뉘어 있으며 예리한 톱니가 있거나 불규칙한 결각상 톱니가 있다. 꽃은 암수한그루로 단성화의 두상꽃차례를 이룬다. 열매는 끝이 뾰족한 소견과가 모인 구과로, 긴 자루가 있고, 3-4개가 매달린다. 30m까지 자라며 가로수로 많이 심는다. 특성상 천근성, 속성수이므로 뿌리가 얕고 위로 높게 자라며 잎이 넓기 때문에 다른 수종에 비해 여름철 우기시 비바람에 의해 도복될 우려가 있어 가로수의 경우 매년 늦겨울에서 초봄사이에 전정작업을 실시한다.